# Předslavice
Předslavice är en ort i Tjeckien.   Den ligger i regionen Södra Böhmen, i den sydvästra delen av landet, 110 km söder om huvudstaden Prag. Předslavice ligger 529 meter över havet och antalet invånare är 235.
Terrängen runt Předslavice är platt åt nordost, men åt sydväst är den kuperad. Runt Předslavice är det ganska tätbefolkat, med 65 invånare per kvadratkilometer. Närmaste större samhälle är Strakonice, 14,6 km norr om Předslavice. I omgivningarna runt Předslavice växer i huvudsak blandskog.